# Олівія Лукашевич
Олівія Лукашевич (англ. Olivia Lukaszewicz; нар. 1 вересня 1988) — колишня австралійська тенісистка.
Найвищу одиночну позицію світового рейтингу — 525 місце досягла 16 січня 2006, парну — 514 місце — 20 лютого 2006 року.

## Фінали ITF
| турніри $25,000 |
| турніри $10,000 |

### Парний розряд (0–2)
| Результат | No | Дата            | Турнір              | Покриття | Партнерка       | Суперниці у фіналі              | Рахунок        |
| Поразка   | 1. | 31 липня 2005   | Понтеведра, Іспанія | Тверде   | Галина Семенова | Анна Фонт Лаура Вальверду-Сайра | 3–6, 7–6, 4–6  |
| Поразка   | 2. | 25 вересня 2005 | Маккай, Австралія   | Тверде   | Монік Адамчак   | Кейсі Деллаква Даніелла Джефлі  | 6–7(6), 6–7(2) |